# بهشت و جهنم (آلبوم ونگلیس)
«بهشت و جهنم» آلبومی از هنرمند اهل یونان ونگلیس است که در سال ۱۹۷۵ میلادی منتشر شد.